# Torsten Laen

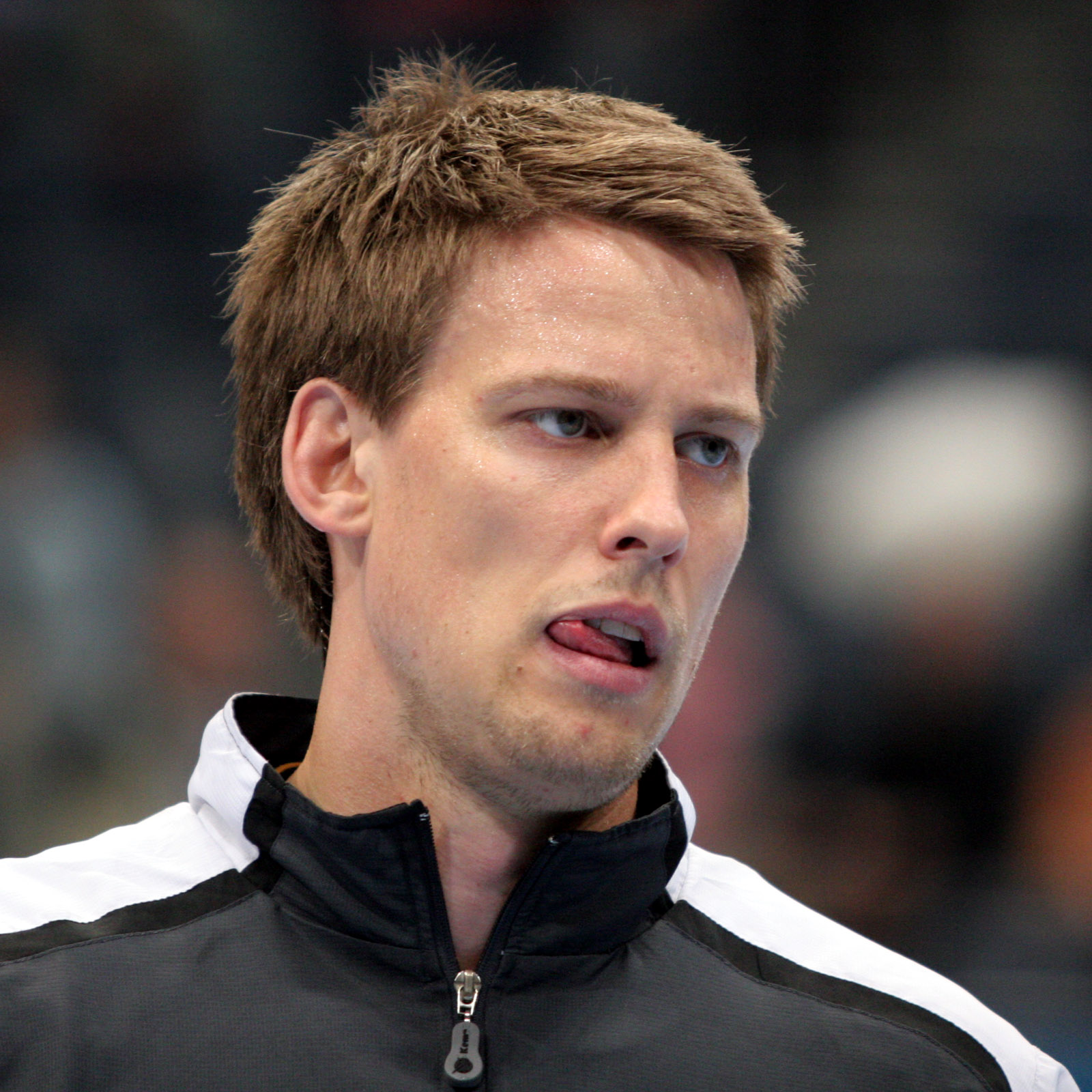
Torsten Laen, 2008.

Torsten Laen, född 26 november 1979 i Odense, är en dansk handbollsspelare (mittsexa). Från 1999 till 2010 spelade han 152 landskamper och gjorde 257 mål för Danmarks landslag.

## Klubbar
- GOG Svendborg TGI (1997–2007)
- BM Ciudad Real (2007–2009)
- Füchse Berlin (2009–2013)
- KIF Kolding Köpenhamn (2013–2016)
- GOG Håndbold (2016–2018)